# Kappelhof (Schwabhausen)
Kappelhof ist ein Gemeindeteil der Gemeinde Schwabhausen im Landkreis Dachau in Oberbayern.

## Lage
Der Weiler liegt vier Kilometer westlich des Hauptortes an der Staatsstraße 2051.

## Gemeinde
Kappelhof gehörte zur Gemeinde Oberroth und wurde mit dieser am 1. Juli 1971 im Zuge der Gebietsreform in Bayern nach Schwabhausen eingegliedert.